# Salinger - Il mistero del giovane Holden
Salinger - Il mistero del giovane Holden è un documentario del 2013 diretto da Shane Salerno. 
Il documentario, sulla figura di J.D. Salinger, esplora la vita dello scrittore e dei suoi scritti, con particolare riferimento a Il giovane Holden, libro che gli ha portato fama internazionale.

## Trama
Una serie di testimonianze realizzano una panoramica della vita e personalità di Salinger e, con il racconto di un fotografo, che nel 1979 riuscì a fotografarlo dopo l'isolamento e a 18 anni dalla sua ultima foto pubblica. Con immagini d'archivio e analisi viene descritta la famiglia e di quando fu iscritto dal padre all'accademia militare, a causa dei fallimenti scolastici ed è stato il luogo dove iniziò a scrivere.
La sua relazione con Oona O'Neill, all'epoca sedicenne attrice, viene esplorata in quanto una volta entrato nell'esercito a seguito di uno spirito patriottico, apprese del matrimonio tra Oona e Charlie Chaplin leggendolo da una rivista e il fatto lo segnò emotivamente. Allo scoppio della guerra prese parte allo sbarco in Normandia presso Utah Beach e si apprende che si portò appresso sei capitoli del libro Il giovane Holden, perché sapeva che l'avrebbero aiutato a sopravvivere. Militava all'interno del corpo di controspionaggio, interrogando prigionieri e recuperando il maggior numero di informazioni sul nemico e continuò a scrivere pubblicando quattro racconti, senza mai riuscire ad essere accettato sul The New Yorker, rivista che aveva una grande fama presso il pubblico e sugli scrittori.
Durante il periodo bellico soffrì i bombardamenti nelle Ardenne e venne a conoscenza in prima persona dei campi di concentramento e subito dopo la resa della Germania e della guerra in Europa, Salinger ebbe un esaurimento nervoso. Dimesso pubblicò un racconto dal titolo I'm Crazy e prese parte al processo di denazificazione, interrogando e ricercando nazisti o collaborazionisti che si spacciavano per civili. In questo periodo conobbe Sylvia Walter, probabile membro del partito nazista con la quale si sposò, nonostante fosse proibito dalle regole militari dell'epoca. Dalle lettere al proprio testimone di nozze Salinger descrive che si separò a causa di scontentezza di entrambi e del passato di Sylvia.
Ritornato a New York scrisse Un giorno ideale per i pescibanana (A perfect day with Bananafish) riuscendo a pubblicarlo sul The New Yorker e facendo molto parlare del suo modo di scrivere. Le interviste del documentario lo rappresentano come una persona molto socievole al di fuori del mondo letterario, ma molto preciso nel suo lavoro al punto di controllare ogni suo singolo elemento di punteggiatura. Quando tentò la strada di Hollywood cedendo i diritti di un suo racconto, il film Questo mio folle cuore seguito dai fratelli Epstein deluse le sue aspettative e giurò di non voler più vendere i suoi lavori al cinema. La protezione verso i suoi scritti era molto forte e viene descritta da uno scrittore, accusato da Salinger di aver tradito la sua fiducia, quando riuscendo a pubblicare un suo racconto non ebbe il controllo del titolo di un suo racconto che venne modificato.
Durante la stesura de Il giovane Holden era inquieto riguardo a come fosse giudicato il testo, per via del linguaggio utilizzato ed era rimasto sconvolto nei rifiuti ricevuti come quello del New Yorker. Si decise che non poteva riscrivere il racconto e nel 1951 in Little, Brown and Company trovò l'editore disposto alla pubblicazione e il libro divenne un successo. Salinger però non resse la popolarità e si rifugiò tra le montagne del New Hampshire. Attraverso interviste, si apprende che durante tutto il periodo che seguì la sua ultima pubblicazione Salinger continuò a scrivere e che mantenne rapporti con il mondo esterno in maniera quasi unidirezionale. All'interno della sua stessa famiglia, si isolava a scrivere in un capanno per lunghi periodi portando alla rottura il matrimonio con la moglie Claire Douglas. La scrittrice Joyce Maynard racconta della sua esperienza presso Salinger, di come ebbe dovuto separarsi e della decisione di scrivere un libro di memorie in seguito conoscenza di corrispondenza privata tra Salinger e altre giovani scrittrici.
Vengono infine proposti gli aspetti tragici de Il Giovane Holden con gli omicidi perpetuati nel suo nome come quello di John Lennon ed in seguito un incontro precedente all'assassinio. Qui Salinger spiegava che stava ancora scrivendo, ma per se stesso e di come abbia sofferto dopo la pubblicazione del romanzo in quanto non riusciva più ad avere una vita normale. Il documentario termina con la notizia della sua approvazione alla pubblicazione di 5 racconti inediti fissata tra il 2015 e il 2020, ottenuta dopo 9 anni di interviste e da alcuni fotogrammi recenti che lo ritraggono.

## Stile
Il documentario racconta la vita di Salinger, alternandola con ricordi di persone a lui vicine e interviste di chi ha studiato i suoi racconti e la sua personalità. Da segnalare le testimonianze di chi ha cercato di contattarlo per un incontro, direttamente nella sua residenza in New Hampshire scoprendo di non essere l'unico che si era presentato ricercando delle risposte sulla propria esistenza, ma Salinger spiegava di essere solo uno scrittore ed evitava il pubblico. Viene inoltre analizzata la personalità dello scrittore, che non era di letterale isolamento, ma che sfruttava questa caratteristica cercando di imporre le sue volontà, ad esempio di quando nel 1974 chiamò una reporter del New York Times spiegando il suo silenzio e segnalando che alcuni suoi racconti incompleti stavano per essere pubblicati illegalmente: la notizia finì in prima pagina contribuendo alla rimozione delle copie in circolazione.
Nonostante il grande materiale d'archivio, le interviste o le scene che ripropongono la vita del protagonista, Salinger non compare in nessuna intervista e morì nel 2010 durante la produzione del film. Il film ha raggiunto l'approvazione da solo il 35% di 84 critici di Rotten Tomatoes, con una media di 5.4/10.